# Себіш (Біхор)
Себіш (рум. Sebiș) — село у повіті Біхор в Румунії. Входить до складу комуни Дрегенешть.
Село розташоване на відстані 374 км на північний захід від Бухареста, 63 км на південний схід від Ораді, 90 км на захід від Клуж-Напоки, 133 км на північний схід від Тімішоари.

## Населення
За даними перепису населення 2002 року у селі проживали 317 осіб, з них 315 осіб (99,4%) румунів. Рідною мовою 315 осіб (99,4%) назвали румунську.